# 4011 Bakharev
A 4011 Bakharev (ideiglenes jelöléssel 1978 SC6) a Naprendszer kisbolygóövében található aszteroida. Nyikolaj Sztyepanovics Csernih fedezte fel 1978. szeptember 28-án.